# Derecho educativo
El Derecho educativo es aquella disciplina jurídica y científica, de carácter especializado y autónomo, que tiene como objeto reconocer, estudiar y desarrollar integralmente el derecho fundamental a la educación, en su dimensión objetiva y subjetiva, buscando sistematizar, analizar y renovar el ordenamiento jurídico y las políticas públicas que regulan y garantizan los derechos, deberes y libertades de la familia, la sociedad y el Estado en el proceso educativo de los ciudadanos a partir de sus presupuestos antropológicos.
Otros autores consideran que el Derecho educativo es una rama del derecho público, que abarca una amplia temática jurídica, que va desde la ratificación del fundamental derecho a la educación, hasta la regulación del Sistema Educativo Nacional y sus componentes 
.
Entre los autores que niegan la autonomía del derecho educativo, tenemos a Arce Gómez, en su obra Derecho educativo (1990).  Sostiene que la actividad educativa es una función típicamente administrativa del Estado y que la educación es uno de los servicios públicos más importantes, tanto es así que, por ejemplo, en Costa Rica, existe un Ministerio de Educación que construye centros educativos, contratas docentes, administra centros de enseñanza o autoriza centros privados de enseñanza, vigila la actividad, etc., lo que satisface un interés público concreto que es la educación.
El Derecho Educativo es una rama del derecho que tiene a la educación y al derecho fundamental a la educación como objeto de estudio. Tiene un campo muy bien delimitado, recae en sujetos específicos, tiene sus propios enfoques teóricos y técnicos, se nutre de principios y fuentes particulares y se distingue por su transdisciplinariedad y multidisciplinariedad, dada su íntima conexión con la pedagogía, la filosofía, la antropología, la sociología y, en suma, con el humanismo Entre las fuentes del derecho educativo, podemos mencionar la legislación profusa y especializada que lo compone.  Diversos cuerpos jurídicos contienen regulaciones directamente vinculadas a la educación y sus tópicos relacionados.
El derecho educativo ratifica a la educación como derecho fundamental (promulgado por la ONU), y además regula el Sistema Educativo Nacional, cuyos actores principales son: las autoridades educativas nacionales, las autoridades educativas locales, los docentes, los estudiantes y la comunidad en general que se beneficia del mismo.
El derecho educativo es una disciplina jurídica especializada. La educación, el derecho a la educación, la libertad de enseñanza y tópicos asociados son su objeto de estudio.  Plantea que la educación no es monopolio estatal ni privado y que el derecho fundamental a la educación, que deriva de la dignidad de la persona, es vitalicio y ubicuo.  El derecho educativo se desarrolla en una “nueva zona jurídica”, que se aloja en el derecho social y se nutre del derecho a la libertad de enseñanza —dimensión de la libertad, que incluye el derecho a elegir el centro educativo de preferencia y a crear centros educativos.

## Contenido
El derecho educativo tiene como marco legal lo establecido tanto en la Constitución, como en la Ley de Educación promulgada por el Estado. Esta Ley es un conjunto de normas y principios de orden jurídico que regulan el fenómeno educativo, su estructura, su entorno, sus actores y su inserción en la sociedad para el desarrollo de la comunidad.
Como destaca Zárate Rosas (s.f.), refiriendo a Germán Farías Cisneros (2000, pág. 15): "El Derecho Educativo se desgaja de la naturaleza humana y de él puede decirse que es Derecho Natural (…) La vieja escuela de los derechos del hombre, creyó que el orden jurídico estaba únicamente obligado a perpetuar la existencia física del hombre y las libertades en general, pero no entendió que el hombre no solamente tiene Derecho (sic) a vivir, sino también a vivir con dignidad.  Así entendido, el Derecho Educativo es el Derecho del hombre a tener una existencia digna.” (El resaltado en negritas es añadido.)

## Derecho a la educación
Es uno de los derechos humanos reconocido en el Art. 26 de la Declaración Universal de los Derechos Humanos y ratificado en los Art. 13 y 14 del Pacto Internacional de Derechos Económicos, Sociales y Culturales. Ambos contenidos dentro de la Carta Internacional de Derechos Humanos.

### Declaración Universal de los Derechos Humanos
Art. 26: 
1. Toda persona tiene derecho a la educación. La educación debe ser gratuita, al menos en lo concerniente a la instrucción elemental y fundamental. La instrucción elemental será obligatoria. La instrucción técnica y profesional habrá de ser generalizada; el acceso a los estudios superiores será igual para todos, en función de los méritos respectivos.
2. La educación tendrá por objeto el pleno desarrollo de la personalidad humana y el fortalecimiento del respeto a los derechos humanos y a las libertades fundamentales; favorecerá la comprensión, la tolerancia y la amistad entre todas las naciones y todos los grupos étnicos o religiosos, y promoverá el desarrollo de las actividades de las Naciones Unidas para el mantenimiento de la paz.
3. Los padres tendrán derecho preferente a escoger el tipo de educación que habrá de darse a sus hijos.[4]

### Pacto Internacional de Derechos Económicos, Sociales y Culturales
Art. 13:
1. Los Estados Partes en el presente Pacto reconocen el derecho de toda persona a la educación. Convienen en que la educación debe orientarse hacia el pleno desarrollo de la personalidad humana y del sentido de su dignidad, y debe fortalecer el respeto por los derechos humanos y las libertades fundamentales. Convienen, asimismo, en que la educación debe capacitar a todas las personas para participar efectivamente en una sociedad libre, favorecer la comprensión, la tolerancia y la amistad entre todas las naciones y entre todos los grupos raciales, étnicos o religiosos, y promover las actividades de las Naciones Unidas en pro del mantenimiento de la paz.
2. Los Estados Partes en el presente Pacto reconocen que, con objeto de lograr el pleno ejercicio de este derecho: a)La enseñanza primaria debe ser obligatoria y asequible a todos gratuitamente; b)La enseñanza secundaria en sus diferentes formas, incluso la enseñanza secundaria técnica y profesional, debe ser generalizada y hacerse accesible a todos, por cuantos medios sean apropiados y, en particular, por la implantación progresiva de la enseñanza gratuita; c)La enseñanza superior debe hacerse, igualmente, accesible a todos, sobre la base de la capacidad de cada uno, por cuantos medios sean apropiados, y, en particular, por la implantación progresiva de la enseñanza gratuita; d)Debe fomentarse o intensificarse, en la medida de lo posible, la educación fundamental para aquellas personas que no hayan recibido o terminado el ciclo completo de instrucción primaria; y e)Se debe proseguir activamente el desarrollo del sistema escolar en todos los ciclos de la enseñanza, implantar un sistema adecuado de becas y mejorar continuamente las condiciones materiales del Cuerpo docente.
3. Los Estados Partes en el presente Pacto se comprometen a respetar la libertad de los padres y, en su caso, de los tutores legales, de escoger para sus hijos o pupilos escuelas distintas de las creadas por las autoridades públicas, siempre que aquéllas satisfagan las normas mínimas que el Estado prescriba o apruebe en materia de enseñanza, y de hacer que sus hijos o pupilos reciban la educación religiosa o moral que esté de acuerdo con sus propias convicciones.
4. Nada de lo dispuesto en este artículo se interpretará como una restricción de la libertad de los particulares y entidades para establecer y dirigir instituciones de enseñanza, a condición de que se respeten los principios enunciados en el párrafo 1 y de que la educación dada en esas instituciones se ajuste a las normas mínimas que prescriba el Estado.[5]

Art. 14: 
1. Todo Estado Parte en el presente Pacto que, en el momento de hacerse parte en él, aún no haya podido instituir en su territorio metropolitano o en otros territorios sometidos a su jurisdicción la obligatoriedad y la gratuidad de la enseñanza primaria, se compromete a elaborar y adoptar, dentro de un plazo de dos años, un plan detallado de acción para la aplicación progresiva, dentro de un número razonable de años fijado en el plan del principio de la enseñanza obligatoria y gratuita para todos.[6]

## Sistema Educativo Nacional Venezuela
Es el conjunto de elementos integrados que interactúan entre sí y que son interdependientes. Estos elementos que componen el sistema educativo son: los actores sociales, las leyes y los organismos públicos que posibilitan el ejercicio y el derecho a la educación, y que a su vez definen y regulan las instituciones educativas. 
Además, lo integran los servicios educativos brindados, tanto por la gestión estatal como por la gestión privada de todas las jurisdicciones del país, que abarcan los distintos tipos, niveles y modalidades de la oferta educativa. 

### Estructura
El Sistema Educativo Nacional normalmente comprende cuatro niveles:
- Educación preescolar
- Educación primaria
- Educación secundaria
- Educación superior

Los dos últimos niveles suelen ser ofertados en tres modalidades:
- Presencial
- Semipresencial
- A distancia

### Ámbito legal
Las leyes internacionales no se manifiestan al respecto de la educación preescolar, y por lo general los documentos legales omiten este ítem. Es por esta razón, que este nivel educativo no es considerado obligatorio dentro del ámbito de la legislación educativa aun así hay países que consideran la educación preescolar como un requisito obligatorio para el ingreso al nivel educativo de primaria.
Por otra parte, aunque el nivel de educación superior forme parte del Sistema Educativo Nacional, por lo general, se rige por su propia normativa (Ley de Educación Superior), y en muchos países está regulado por un organismo público independiente.